# Five Spot
Das Five Spot war ein Jazzclub in New York Citys East Village an der Ecke Cooper Square zu St. Marks Place. Davor war er am Cooper Square 5 zwischen 3. und 4. Street (weiter nach Süden Richtung Bowery), wo er schon Jahrzehnte mit teilweise anderer Nutzung in Besitz der Familie Termini war; zur Zeit des Jazzclubs gehörte er den Brüdern Iggy und Joey Termini. Der zweite Five Spot-Club war nach Williams für einen New Yorker Jazzclub relativ großzügig mit der Bühne gegenüber der eine Seite des Clubs einnehmenden Bar und einem offiziellen Fassungsvermögen von 223 Gästen. Der alte Five Spot dagegen entstand aus einer Kneipe und war beengter. Jazz wurde dort gespielt, nachdem Mitte der 1950er Jahre Künstler aus Greenwich Village in die Umgebung zogen, da sie hier billiger wohnen konnten, und damit das alte Bowery-Image aufwerteten. Sie bedrängten die Brüder Termini aus ihrer Kneipe einen Jazzclub zu machen.
Die ersten Gruppen, die im alten Five Spot spielten (um 1956), waren Cecil Taylor (Quartett mit Steve Lacy). Anfang 1957 folgten Amiri Baraka und David Amram (unter anderem mit Valdo Williams, Jack Kerouac sowie zahlreichen Musiker aus der Nachbarschaft). Im Frühjahr 1957 entschieden sich die Eigner, nur noch renommierte Jazzmusiker zu buchen. Nun konzertierten dort Randy Weston, Charles Mingus, Mal Waldron und Freddy Redd. Ab dem 4. Juli 1957 spielte Thelonious Monk dort sieben Monate (das erste Mal nach der Wiedererlangung seiner Auftrittslizenz, die er 1951 verloren hatte), was dem Club Aufmerksamkeit verschaffte und ebenso Monks Wiederentdeckung einleitete. Monk spielte dort in verschiedenen Konstellationen, zunächst im Trio, dann mit John Coltrane, Wilbur Ware und Frankie Dunlop; Dunlop, der gerade erst nach New York gezogen war, musste nach einer Intervention der Musiker-Gewerkschaft Local 802 durch Shadow Wilson ersetzt werden. Auch 1958 spielte Monk dort häufig, so dass die Terminis für den Club als „the home of Thelonious Monk“ Werbung machten; seine Plattenfirma Riverside Records nahm dort live zwei Alben auf (im Juli 1958 Thelonious in Action, im Folgemonat Misterioso mit Johnny Griffin, Ahmed Abdul-Malik, Roy Haynes). Vertretungsweise spielte für eine Nacht im September desselben Jahres anstelle von Griffin Coltrane mit Monk; fünf Titel, die bei dieser Gelegenheit entstanden, wurden von Coltranes Frau Naima mitgeschnitten und Jahrzehnte später durch Blue Note veröffentlicht.
Ein weiterer Höhepunkt war das sechswöchige Engagement des Quartetts von Ornette Coleman im November 1959 (mit Don Cherry, Charlie Haden, Billy Higgins), der erste Auftritt des Jazz-Neuerers in New York. Den letzten Auftritt im alten Five Spot hatte 1962 Charles Mingus. Zwischendurch (etwa 1960) hatten die Terminis auch versucht einen größeren Club (Jazz Gallery, in 80. St. Marks) zu betreiben, dann aber wieder aufgegeben. Nach dem Schließen des alten Five Spot 1962 eröffneten die Terminis ihren neuen Club am Cooper Square, nachdem sie vorher den Architekten und Jazzautor Hsio Wen Shih in die Organisation einbanden. Eröffnet wurde er als Club mit einem längeren Engagement von Monk.
Weitere Live-Aufnahmen stammen unter anderem von Eric Dolphy (At the Five Spot mit Booker Little Juli 1961, sie spielten dort zwei Wochen). Die Komposition „Five Spot After Dark“ von Benny Golson entstand nach einem Engagement von Golson im Club. Monk benannte ebenfalls eine Komposition nach dem Club („Five Spot Blues“).
Anstelle des ehemaligen Five Spot am St. Marks Place eröffnete im April 1973 ein Jazzclub The Two Saints (mit der Band von Charles Mingus).